# Ali Dawoud Sedam
Ali Dawoud Sedam (Geburtsname Elias Daudi; * 29. Juni 1984) ist ein katarischer Langstreckenläufer tansanischer Herkunft.
Bei den Crosslauf-Weltmeisterschaften belegte er 2004 in Brüssel auf der Kurzstrecke den 23. Platz. Auf der Langstrecke verhalf er 2005 in Saint-Galmier dem katarischen Team mit einem 19. Platz zur Bronzemedaille. 2007 in Mombasa belegte er Rang 40, 2008 in Edinburgh Rang 61.
Bei den Straßenlauf-Weltmeisterschaften 2007 in Udine lief er auf dem 14. Platz ein und stellte mit 1:00:39 h einen nationalen Rekord im Halbmarathon auf. Im Jahr darauf trug er bei den Halbmarathon-Weltmeisterschaften in Rio de Janeiro mit einem 19. Platz zum Bronzemedaillengewinn der katarischen Mannschaft bei.

## Persönliche Bestzeiten
- 3000 m: 7:54,42 min, 16. Juli 2007, Lüttich
- 5000 m: 13:33,22 min, 2. August 2003, Heusden-Zolder
- 10.000 m: 28:04,74 min,	28. Juni 2007, Lüttich
- Halbmarathon: 1:00:39 h, 14. Oktober 2007, Udine